# Ierapoli Castabala
Ierapoli Castabala (Kastabala), o Ierapoli Cilicia era un'antica città dell'Anatolia, nella regione della Cilicia (l'odierna Bodrum-Kalesi). Presso la città erano le sorgenti di Piramo (in greco Πύραμος?), l'attuale fiume Ceyhan. 
Riguardo alla toponomastica, si registra una divergenza tra le fonti letterarie, che riportano sempre il nome Hierapolis, e le legende monetarie che la indicano invece come Kastabala. Solo al tempo dell'imperatore Commodo i due nomi iniziano ad essere coniugati sulle legende monetarie imperiali.
La città era famosa per essere il centro di culto della dea anatolica Cibele.
Era capitale di un regno cilicio presso la catena del Tauro (l'odierno Toros Daglari), a capo del quale era stato posto Tarcondimoto, in origine probabilmente un capo dei pirati cilici divenuto alleato del popolo romano e schieratosi in seguito con Marco Antonio. 
Il coinvolgimento della città nelle lotte tra fazioni della fine della Repubblica romana, portò alla sua distruzione durante la guerra civile che oppose Antonio ad Ottaviano.
Fu anche sede di una diocesi in partibus infidelium il cui titolo latino fu soppresso nel 1894.

## Galleria d'immagini

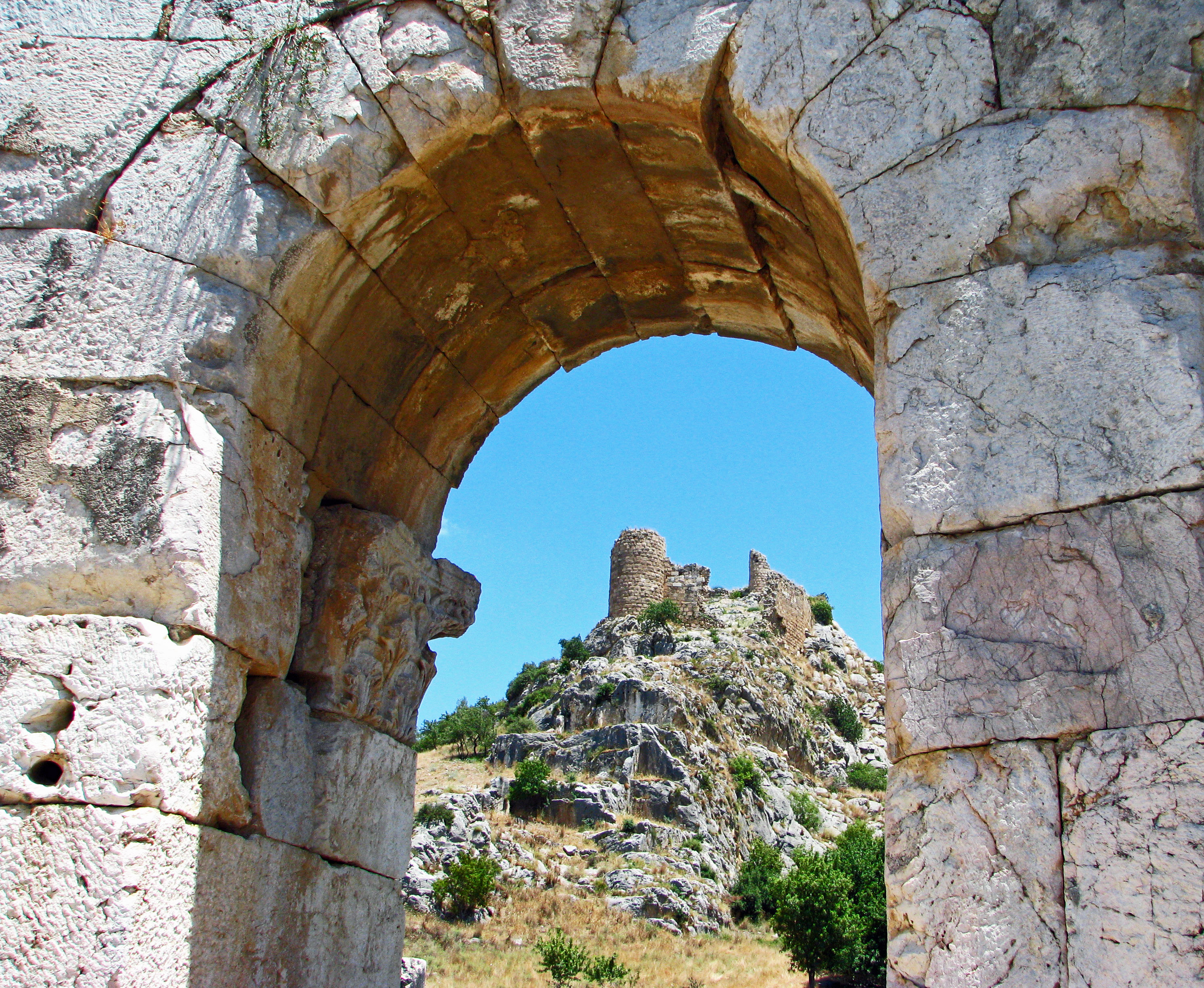
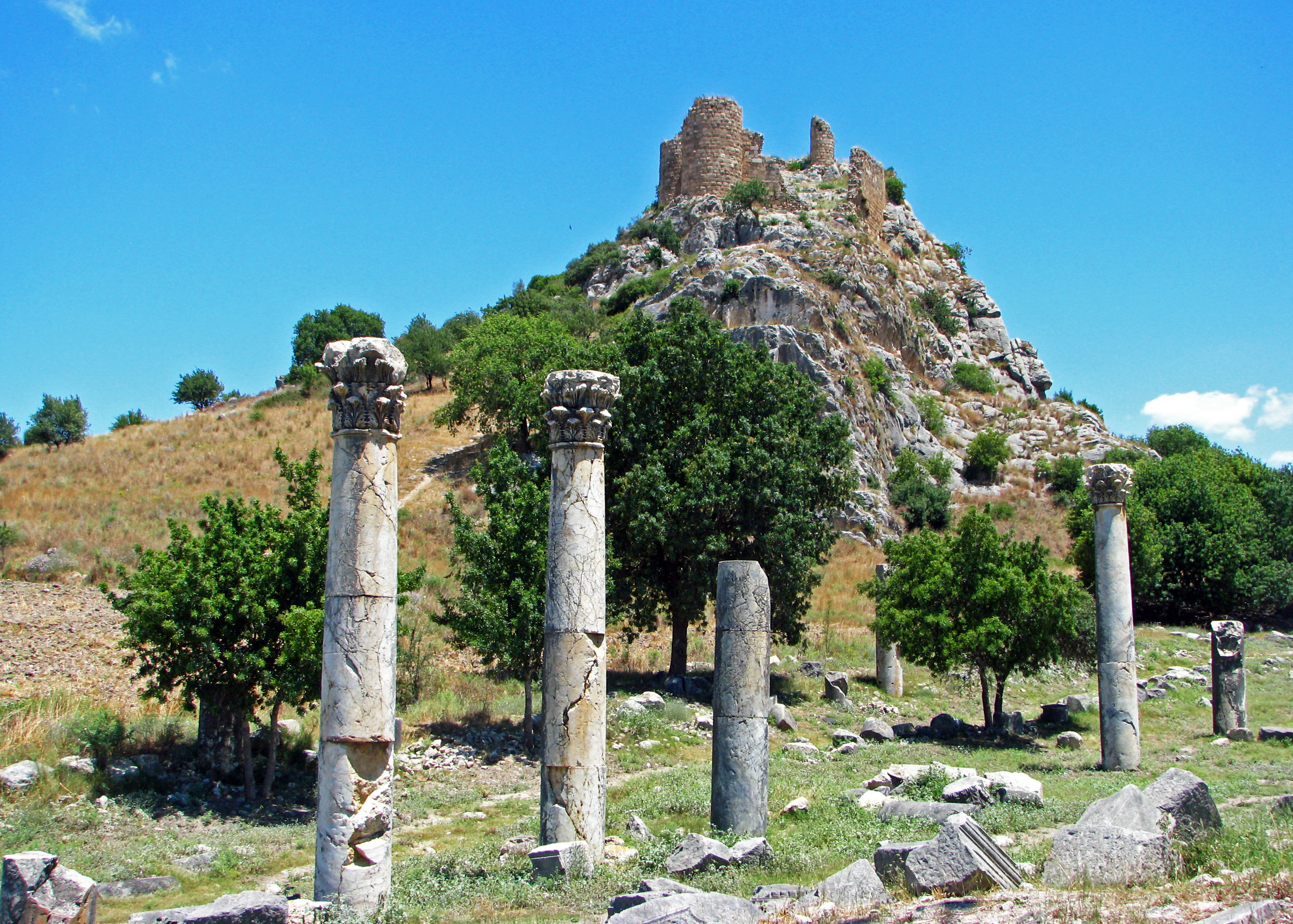
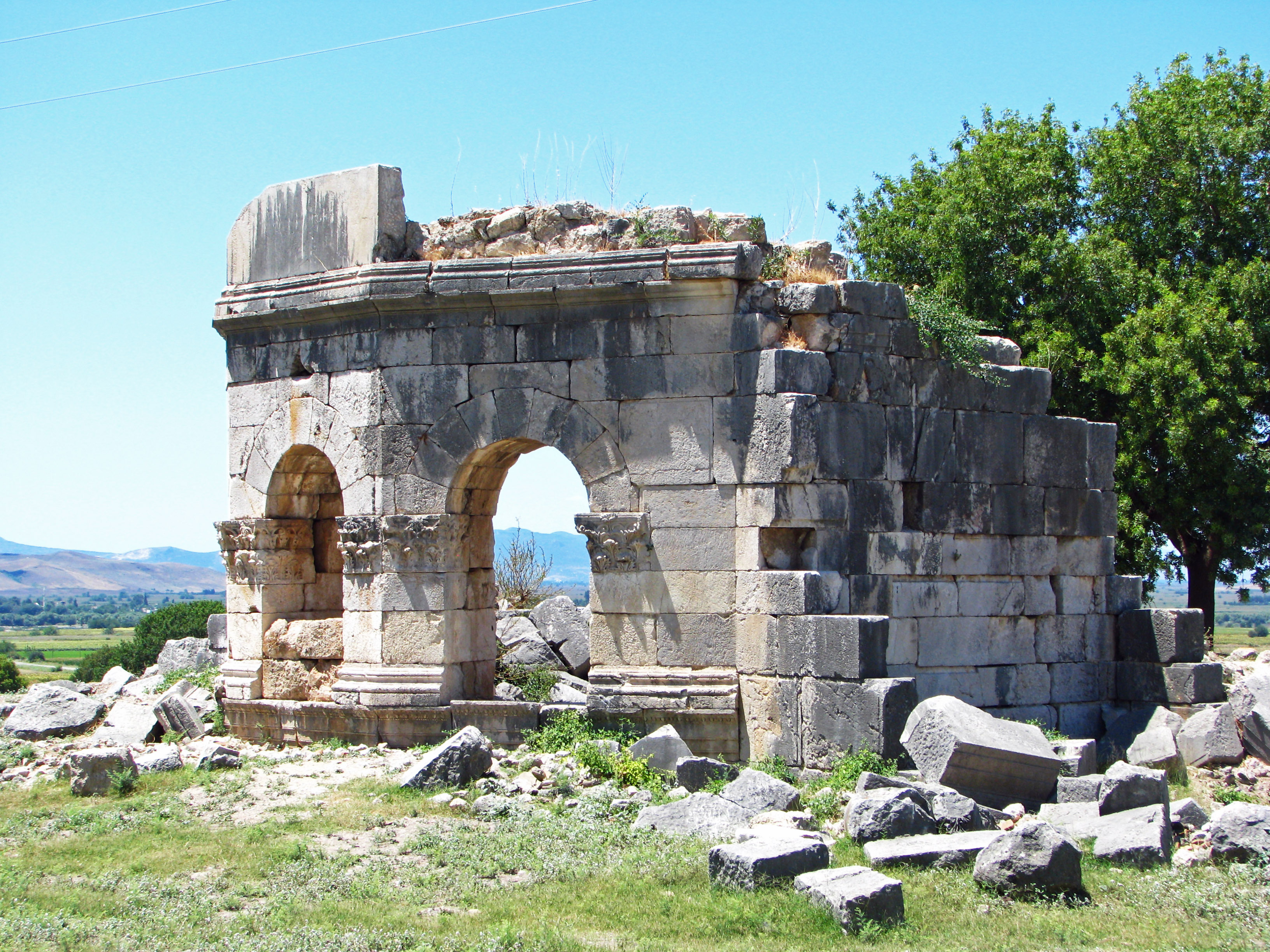